# Bufón con libros
Bufón con libros o El bufón don Diego de Acedo, «el Primo», es un retrato de Diego de Acedo, pintado por Velázquez y conservado en el Museo del Prado (Madrid, España) desde su apertura en 1819. Pertenece al grupo de retratos de bufones y «hombres de placer» pintados por Velázquez para decorar los palacios reales, en los que, dado su carácter informal, el pintor pudo ensayar nuevos recursos expresivos con mayor libertad que en los retratos oficiales de la familia real, con su carga representativa.

## Historia
El retrato aparece en el inventario de la Torre de la Parada de 1701 en el vestíbulo de entrada, junto con otros tres «retratos de diferentes Sujetos y enanos», dos de los cuales parecen ser los retratos de Esopo y Menipo —aunque el mismo inventario los cita aparte en sala distinta— y el tercero el del enano llamado Francisco Lezcano. Los cuatro se llevaron en 1714 al Palacio de El Pardo, ofreciéndose con este motivo una descripción de los dos retratos de enanos que hace posible su identificación con los cuadros del Museo del Prado, al decir del uno que se trataba de un retrato de «Bufón revestido de Philosopho estudiando» y el segundo un bufón con unos naipes en las manos. Tras pasar al Palacio Real, antes de 1772, se inventarió con el n.º 932 que aún lleva en rojo en el ángulo inferior izquierdo, descrito allí en 1814 como «retrato de un filósofo con un libro en la mano».
En 1819 ingresó en el Museo del Prado donde Pedro de Madrazo en 1872 lo identificó por primera vez con el enano llamado Diego de Acedo, de sobrenombre El Primo, suponiendo que se trataría del pintado por Velázquez en Fraga y que fue remitido a Madrid en junio de 1644 por el rey Felipe IV, según una nota de los gastos de la furriera en que se hace referencia a una caja de madera que el rey mandó hacer para enviar «el retrato del Primo que avía hecho Velázquez». El motivo de darle este nombre, que nunca antes había llevado, se debe a los libros que acompañan al retratado, pues la función desempeñada en la corte por el Primo fue la de secretario más que la de bufón. López-Rey estima que nada se opone a esta interpretación, considerando el retrato estilísticamente situado hacia 1645, y lo pone en relación con otro retrato, hoy desaparecido, de Alonso Sánchez Coello, inventariado en 1637 en el viejo Alcázar de Madrid, donde se decía que era retrato de Sancho Morata, célebre bufón de Felipe II, pintado con anteojos, sentado en tierra y leyendo un libro en medio de un paisaje de montaña, con algunos libros y un tintero a sus pies. Jonathan Brown observó, sin embargo, que el retrato de El Primo pintado en Fraga sería con mayor probabilidad el inventariado con ese nombre a la muerte de Carlos II en el Alcázar y allí destruido en el incendio de 1734, siendo el de la Torre de la Parada pintado hacia 1636, cuando consta que el pintor trabajaba en algunas obras con ese destino.

## Descripción
El paisaje de la Sierra del Guadarrama pintado al fondo del retrato —que nada tiene que ver con el paisaje de Fraga—, semejante al del Francisco Lezcano y a los fondos de los retratos de la familia real en traje de caza pintados también para la Torre de la Parada, avalaría este destino y su fecha de ejecución, entre 1636 y 1638, justificándose el punto de vista bajo por haberse concebido como sobrepuerta.
Las radiografías muestran ligeros reajustes y, según López-Rey, arrepentimientos, el más significativo de los cuales sería el del gran sombrero ladeado, que estaría ausente en su primer estado,  lo que es descartado por Carmen Garrido quien apunta a su realización de una sola vez al tiempo que los restantes cuadros destinados a la Torre de la Parada. La gama sobria de negros, blancos y grises plateados envuelve al personaje en una atmósfera fría, faltando por completo los pigmentos azules de azurita o lapislázuli, pese a abrirse a un paisaje de apariencia inacabada sobre el que el pintor ha limpiado reiteradamente sus pinceles. El contraste entre la silueta de la pequeña figura, severamente enlutada, y el blanco del papel del grueso infolio, iluminado quizá con estampas, cuyas pesadas hojas apenas pueden manejar las gordezuelas y pequeñas manos, acentúa ese aire un poco triste que parece envolver al genio, con la pesada carga del saber.  
Don Diego de Acedo, mujeriego y con fama de conquistador, documentado en la nómina de palacio desde 1635 hasta su muerte en 1660, según la documentación aportada por José Moreno Villa, no era propiamente bufón sino funcionario de palacio, encargado de la estampilla con el facsímil de la firma real. Una función muy distinta es, sin embargo, la que desempeñaba en 1642 cuando al pasar el cortejo real por Molina de Aragón resultó herido de un disparo dirigido probablemente al conde-duque de Olivares, a quien en ese momento acompañaba dando aire con un abanico. Acerca del apodo el Primo se ha pensado que pudiera serlo del propio Velázquez, por suponerle hermano de cierta Lorenza Acedo y Velázquez, supuesta prima del pintor, o del aposentador Nieto Velázquez, de donde insinúa Julián Gállego que el sobrenombre pudiera tener intenciones satíricas, dirigidas contra el propio Velázquez, por sus manías de nobleza, en tanto Javier Portús cree que podría referirse al modo como el rey se dirigía a los grandes, satirizando así al enano que aparecía en el retrato con la cabeza cubierta, privilegio de la nobleza.